# Louis Alexander van Essen
Louis Alexander van Essen (Den Haag, 24 oktober 1871 – Bennebroek, 14 mei 1951) was een Nederlandse architect.

## Levensloop
Van Essen was de zoon van civiel ingenieur Jacobus Leonardus van Essen (1840) en Jeannette Louise Carolina Le Ruthe. Louis Alexander had twee oudere zusters en een jonger zusje. Hij werd geboren aan de Brouwersgracht in Den Haag maar verhuisde vijf jaar later naar Zwolle waar zijn vader gemeentearchitect werd. Louis Alexander kwam hier in aanraking met de toen vernieuwende jugendstil in de architectuur.
In 1891 ging Louis studeren aan de Polytechnische School te Delft bij prof. Eugen Gugel (1832-1905). Hierna werd hij tekenleraar aan de Nutstekenschool in Scheveningen en werd opzichter-tekenaar van de gemeente Den Haag. In 1901 volgde zijn benoeming als directeur en leraar vaktekenen aan de Gemeentelijke Avondtekenschool Harderwijk. Met zijn vrouw Gerarda Hendrika Kraan kreeg hij hier in 1903 een dochter Jeanette Louise Catherine (Loes). Twee jaar later werd hij tevens directeur en leraar vaktekenen aan de Gemeentelijke Avondtekenschool in Harderwijk. Sinds 1906 gaf hij lessen lijn- en vaktekenen aan de tekenschool van de Vereniging tot bevordering van Vakonderwijs te Putten.

### Bouwbureau Arti
Tussen 1903 en 1905 richtte hij samen met H.H. van Zeggeren het bouwbureau Arti op. Nadat bij Nunspeet de Grote Weg (tegenwoordig: F.A. Molijnlaan) was aangelegd werd verwacht dat er net als in Het Gooi veel villa's verkocht zouden kunnen worden. Van Essen en Van Zeggeren bouwden daarom rond 1908 villa Arti aan de Grote Weg. Ook het bouwbureau verhuisde naar de F.A. Molijnlaan in Nunspeet. Bij hun kantoor was een tentoonstellingsruimte voor de in die tijd in Nunspeet bestaande kunstenaarskolonie. Deze kunstenaars haalden hun inspiratie vooral uit de natuur. De ontwikkeling van Nunspeet viel echter tegen en na korte tijd werd Villa Arti omgebouwd tot Pension Arti. Rond 1909 stopten ze met bouwbureau Arti. Veel van de door hen ontworpen villa's staan tegenwoordig op monumentenlijsten van Nunspeet, Harderwijk, Soest en Baarn. In 1910 werd Van Essen de eerste directeur van de Harderwijker Bouwmaatschappij en ontwierp hiervoor een paar woonblokken aan de Stationslaan.

### Vertrek van de Noord Veluwe
Op 6 juli 1914 nam Van Essen ontslag en vertrok naar Ede, waar hij tijdelijk woonde in hotel De Posthoorn. Vier jaar later verhuisde het gezin naar Heerlen en in 1918 naar Hoensbroek. In 1924 vestigde hij zich in Leiden. Vervolgens verhuisde hij naar Bennebroek waar hij opnieuw de naam "Bouwbureau Arti" ging gebruiken. Hij werd in 1938 in zijn woonplaats aangesteld als gemeente-architect. Van Essen is op 14 mei 1951 op 79-jarige leeftijd te Bennebroek overleden.

## Ontwerpen
| Naam                                                         | Bouwjaar  | Adres                                             | Plaats     | Bijzonderheden                        | Afbeelding |
| ------------------------------------------------------------ | --------- | ------------------------------------------------- | ---------- | ------------------------------------- | ---------- |
| Toren met uurwerk van Landgoed Groot Spriel                  | 1905      | Gardenseweg 150                                   | Putten     | samen met H.H. van Zeggeren           |            |
| Kasteel Staverden                                            | 1905      | Staverdenseweg 283                                | Ermelo     | samen met H.H. van Zeggeren           |            |
| Hotel pension Poptie (nu Oranje Mecklenburg)                 | 1905      | Oranjelaan 31 (voorheen Nassaulaan 1)             | Harderwijk | samen met H.H. Van Zeggeren           |            |
| Villa Tjemara                                                | 1909      | Soesterbergsestraat                               | Soest      | samen met H.H. van Zeggeren, gesloopt |            |
|                                                              | 1911      | Oranjelaan 9-13                                   | Harderwijk |                                       |            |
| Landhuis en boswachterswoning De Ullerberg                   | 1911-1913 | C.J. Sandbergweg 101-103                          | Leuvenum   | samen met C.H. Peters                 |            |
| Villa                                                        | 1912      | Amsterdamsestraatweg 41                           | Baarn      |                                       |            |
| Huize Hertog-Hendrik                                         | 1912      | Hertog Hendriklaan 7                              | Baarn      |                                       |            |
| Drie woonhuizen                                              | 1913-1914 | Stationslaan 12-16                                | Harderwijk |                                       |            |
| Zonnehove                                                    | 1914-1916 | Prins Hendriklaan 96                              | Baarn      |                                       |            |
| Dubbele villa                                                | 1914-1915 | Julianalaan 1 / Oranjelaan 5 en Oranjelaan 4 en 6 | Ede        |                                       |            |
| Villa Mahema                                                 | 1925-1926 | Rijksstraatweg 42                                 | Bennebroek |                                       |            |
| Landhuis Sparrenheuvel                                       | 1930      | Duinlaan 28                                       | Bennebroek |                                       |            |
| Dubbel woonhuis                                              | 1935      | Weeresteinstraat 30-32                            | Hillegom   |                                       |            |
| Drukkerij met winkel en kantoren van de firma H. Hamberg Jzn | 1936      | Hoofdstraat 76                                    | Hillegom   |                                       |            |
| Woonhuis met bollenschuur voor de heer A.H. Staats           | 1936      | Haarlemmerstraat 33                               | Hillegom   |                                       |            |
| Woonhuis "Helvetia"                                          | 1936      | Weeresteinstraat 205                              | Hillegom   |                                       |            |
| Kantoorgebouw firma gebroeders Van Til N.V.                  | 1938      | Weeresteinstraat 140                              | Hillegom   |                                       |            |